# Centre Andalús d'Art Contemporani
El Centre Andalús d'Art Contemporani, en castellà (Centro Andaluz de Arte Contemporáneo) (CAAC) és un museu dedicat a l'art contemporani situat a Sevilla, concretament al Monestir de Santa María de las Cuevas. Es va inaugurar l'1 de gener de 1998, si bé s'havia creat ja el 1990, i constitueix un dels principals espais d'Andalusia que alberguen art contemporani, tant de manera contínua com a través de diverses exposicions temporals.

## Història
Els orígens del CAAC es troben al febrer de 1990 quan la Comunitat Autònoma d'Andalusia va voler crear una institució apropiada per a la investigació, conservació, promoció i difusió de l'art contemporani. Amb el temps i progressivament, es van anar adquirint obres amb la idea d'anar fent les primeres passes en la configuració d'una col·lecció permanent d'art contemporani.
No seria fins al 1997 que el Monestir de la Cartoixa de Sevilla es va convertir en la seu del Centre, fet que va comportar un pas decisiu en l'evolució del centre. Amb aquest canvi el CAAC es va convertir en un organisme autònom-dependent de la Conselleria de Cultura-que assumia la gestió del personal i de les col·leccions dels antics Conjunt Monumental de la Cartoixa de Sevilla i del Museu d'Art Contemporani de Sevilla.
Des dels seus inicis el 1998, un dels principals objectius del Centre Andalús d'Art Contemporani ha estat desenvolupar un programa d'activitats que, amb una clara intenció educativa, tracta de promoure l'estudi i el foment de la creació artística contemporània internacional en les seves més variades expressions. Exposicions temporals, seminaris, tallers, concerts, trobades, recitals, cicles de cinema, conferències ..., han estat les eines de comunicació utilitzades per dur a terme aquest propòsit.
L'oferta cultural del Centre es complementa amb la visita al mateix monument que alberga un important patrimoni artístic i arqueològic, producte de la seva dilatada història.

## Col·lecció
Des d'un punt de vista cronològic, l'inici teòric de la col·lecció del Centre Andalús d'Art Contemporani se situa a mitjans de la dècada dels cinquanta del segle passat i s'estén fins als nostres dies. Alguns dels autors amb obra a la col·lecció permanent són:
| - Ignasi Aballí - Pic Adrián - Rafael Agredano - Ángeles Agrela - Ana Laura Aláez - Alfonso Albacete - José Luis Alexanco - Elena Asins - Francis Bacon - Txomin Badiola - Manuel Barbadillo - Olivo Barbieri - Sergio Belinchón - Ross Bleckner - Louise Bourgeois - stanley brown - Jaime Burguillos - Patricio Cabrera - James Casebere - Christo y Jeanne-Claude - Lluís Claramunt - Hannah Collins - Joan Colom - Patricia Dauder - Equipo 57 | - Pepe Espaliú - Valie Export - Daniel Faust - Joan Fontcuberta - Pere Formiguera - Peter Friedl - Dora García - Pedro García Ramos - Alonso Gil - Victoria Gil - Paco Gómez - Curro González - Luis Gordillo - Dan Graham - José Guerrero - Federico Guzmán - Joan Hernández Pijuan - Candida Höfer - Cristina Iglesias - Juan Francisco Isidro - Francesco Jodice - Gonzalo Juanes - Juan del Junco - Jürgen Klauke - Joseph Kosuth - Jonathan Lasker - Mark Lewis - Rogelio López Cuenca - Lugan - Alex MacLean - Ramón Masats - Oriol Maspons - Joaquín Meana - Ana Mendieta - Henri Michaux - Manolo Millares - Aleksandra Mir - Xavier Miserachs - Priscilla Monge | - Juan Luis Moraza - François Morellet - Daidō Moriyama - Robert Motherwell - MP & MP Rosado - Juan Muñoz - Bruce Nauman - Olaf Nicolai - Francisco Ontañón - Pablo Palazuelo - Marta María Pérez - Carlos Pérez Siquier - Guillermo Pérez Villalta - Gonzalo Puch - Manolo Quejido - Albert Ràfols-Casamada - Xavier Ribas - Juan Carlos Robles - Pedro G. Romero - Allen Ruppersberg - Juan Manuel Seisdedos - Andrés Serrano - Pablo Serrano - Soledad Sevilla - Alejandro Sosa - Antonio Sosa - José María Sicilia - Anne-Sofie Siden - Juan Suarez - Ricard Terré - Ignacio Tovar - Miguel Trillo - Julio Ubiña - Juan Uslé - Javier Velasco - Bill Viola - Claudio Zulián - Jesún Zurita - Zush-Evru |

## Publicacions
Des dels seus inicis, el Centre Andalús d'Art Contemporani ha desenvolupat una important tasca editorial que ha realitzat en estreta col·laboració amb altres entitats i institucions. El CAAC ha editat catàlegs de les mostres més representatives que ha organitzat, però també diversos llibres monogràfics sobre alguns creadors contemporanis, consultables al seu web.